# Bahnstrecke North Cambridge–Northampton
| Karte der Strecke von 1888 |                                       |                                                         |                                                         |
| Streckenlänge: | 158,62 km                             |                                                         |                                                         |
| Spurweite: | 1435 mm (Normalspur)                  |                                                         |                                                         |
| |                                       |                                                         |                                                         |
| Gesellschaft: | zuletzt Guilford Transportation, MCER |                                                         |                                                         |
| \| \| \| von Somerville Junction \| \| \| \| 0,00 \| North Cambridge MA \| North Cambridge MA \| \| \| \| nach Arlington \| \| \| \| \| Strecke West Cambridge–Middlesex Junction \| \| \| \| \| Verbindung zur Strecke Boston–Fitchburg \| \| \| \| 2,27 \| Hill Crossing \| Hill Crossing \| \| \| 3,57 \| Belmont MA \| Belmont MA \| \| \| 5,26 \| Waverley \| Waverley \| \| \| 6,74 \| Clematis Brook (früher Blue Hill) \| Clematis Brook (früher Blue Hill) \| \| \| \| Verbindung von der Strecke Boston–Fitchburg \| \| \| \| \| Middlesex and Boston Street Railway (Linden Street) \| \| \| \| 9,11 \| Waltham (North) MA (früher Waltham) \| Waltham (North) MA (früher Waltham) \| \| \| \| Middlesex and Boston Street Railway (Bacon Street) \| \| \| \| 10,04 \| Waltham Highlands MA (fr. Hammond St, West Waltham) \| Waltham Highlands MA (fr. Hammond St, West Waltham) \| \| \| \| Interstate 95 \| \| \| \| \| Strecke Boston–Fitchburg \| \| \| \| 14,19 \| Weston MA \| Weston MA \| \| \| 15,42 \| Cherry Brook \| Cherry Brook \| \| \| 17,91 \| Tower Hill \| Tower Hill \| \| \| 19,94 \| Wayland MA \| Wayland MA \| \| \| \| Sudbury River \| \| \| \| 23,24 \| East Sudbury MA \| East Sudbury MA \| \| \| 25,09 \| South Sudbury MA \| South Sudbury MA \| \| \| \| Strecke Framingham–Lowell \| \| \| \| 28,20 \| Wayside Inn \| Wayside Inn \| \| \| \| Hopbrook \| \| \| \| \| Anschluss Natick Laboratories \| \| \| \| 31,75 \| Ordway (früher Ordways Crossing) \| Ordway (früher Ordways Crossing) \| \| \| 34,18 \| Gleasondale MA (früher Rock Bottom) \| Gleasondale MA (früher Rock Bottom) \| \| \| \| Strecke South Acton–Marlborough (Central MA Junction) \| \| \| \| \| Concord, Maynard and Hudson Street Railway \| \| \| \| \| Assabet River \| \| \| \| \| Bruces Pond \| \| \| \| \| Strecke Thayer–Hudson \| \| \| \| 37,95 \| Hudson MA \| Hudson MA \| \| \| \| Interstate 495 \| \| \| \| 40,85 \| South Bolton MA (früher Bolton) \| South Bolton MA (früher Bolton) \| \| \| 43,95 \| Berlin MA \| Berlin MA \| \| \| \| Strecke Framingham–Pratts Junction \| \| \| \| \| Worcester Consolidated Street Railway (West Street) \| \| \| \| 45,83 \| Verlegung 1903 (West Berlin Junction) \| Verlegung 1903 (West Berlin Junction) \| \| \| \| Tunnel (ca. 550 m) \| \| \| \| \| Nashua River \| \| \| \| \| von Rochester \| \| \| \| 52,13 \| Clinton Junction MA \| Clinton Junction MA \| \| \| \| nach Worcester \| \| \| \| \| \| \| \| \| \| Worcester Consolidated Street Railway (Main Street) \| \| \| \| ? \| South Clinton MA \| South Clinton MA \| \| \| \| Trasse durch Wachusett-Stausee überflutet \| \| \| \| ? \| Boylston MA \| Boylston MA \| \| \| ? \| West Boylston MA \| West Boylston MA \| \| \| \| Worcester Consolidated Street Railway (Sterling Street) \| \| \| \| \| Stillwater River \| \| \| \| \| Strecke Worcester–Rochester \| \| \| \| \| Verbindungen nach Rochester und Worcester \| \| \| \| 57,12 \| Oakdale MA \| Oakdale MA \| \| \| \| Quinapoxet River (2×) \| \| \| \| 65,85 \| Quinapoxet MA (früher Holden) \| Quinapoxet MA (früher Holden) \| \| \| \| Strecke Barber–Winchendon (Holden Junction) \| \| \| \| 68,09 \| Jefferson MA \| Jefferson MA \| \| \| 73,37 \| Muschopauge \| Muschopauge \| \| \| 77,60 \| Rutland MA \| Rutland MA \| \| \| 80,81 \| West Rutland MA \| West Rutland MA \| \| \| 86,73 \| Coldbrook \| Coldbrook \| \| \| \| von Winchendon \| \| \| \| ca. 90 \| Barre MA \| Barre MA \| \| \| \| nach Palmer \| \| \| \| 92,34 \| Barre Plains MA \| Barre Plains MA \| \| \| \| Ware River \| \| \| \| 96,19 \| Wheelwright MA (früher Hardwick) \| Wheelwright MA (früher Hardwick) \| \| \| \| Ware River \| \| \| \| 97,67 \| New Braintree MA \| New Braintree MA \| \| \| \| Ware River \| \| \| \| \| Creamery Junction \| \| \| \| \| Verbindung nach Palmer \| \| \| \| \| Strecke Palmer–Winchendon \| \| \| \| 103,77 \| Gilbertville MA \| Gilbertville MA \| \| \| \| Ware River \| \| \| \| \| von Winchendon \| \| \| \| 110,77 \| Ware MA \| Ware MA \| \| \| \| nach Palmer \| \| \| \| \| Straßenbahn Springfield (East Street) \| \| \| \| \| Anschluss Papierfabrik \| \| \| \| \| Ware River \| \| \| \| \| Straßenbahn Springfield (Palmer Road) \| \| \| \| \| Verbindung von Winchendon \| \| \| \| \| Gibbs (Trasse dient als Abstellanlage) \| \| \| \| \| Verbindung nach Palmer \| \| \| \| \| Ware River \| \| \| \| \| Hampden Junction \| \| \| \| \| nach Athol Junction \| \| \| \| 123,11 \| Bondsville MA \| Bondsville MA \| \| \| \| Swift River \| \| \| \| \| Strecke Athol–Athol Junction \| \| \| \| ca. 129 \| Verbindung nach Brattleboro (Canal Junction) \| Verbindung nach Brattleboro (Canal Junction) \| \| \| \| von New London \| \| \| \| 131,68 \| Belchertown MA (früher Bondsville) \| Belchertown MA (früher Bondsville) \| \| \| \| nach Brattleboro \| \| \| \| \| Industrieanschlussgleis \| \| \| \| 139,03 \| Pansy Park (früher Dwight) \| Pansy Park (früher Dwight) \| \| \| \| Verbindung von New London \| \| \| \| 144,41 \| Norwottuck (früher South Amherst) \| Norwottuck (früher South Amherst) \| \| \| 146,80 \| Amherst MA \| Amherst MA \| \| \| \| Holyoke Street Railway (South Pleasant Street) \| \| \| \| 151,68 \| East Hadley MA \| East Hadley MA \| \| \| \| Holyoke Street Railway (Russell Street) \| \| \| \| 153,74 \| Hadley MA \| Hadley MA \| \| \| \| Connecticut River (2 Brücken, Flussinsel) \| \| \| \| \| Interstate 91 \| \| \| \| \| von East Northfield \| \| \| \| \| von Shelburne Junction \| \| \| \| 158,62 \| Northampton MA Union Station \| Northampton MA Union Station \| \| \| \| Straßenbahn Northampton (Bridge Street) \| \| \| \| \| nach New Haven \| \| \| \| \| nach Springfield \| \| |                                       |                                                         |                                                         |
| Strecke (außer Betrieb) |                                       | von Somerville Junction                                 | von Somerville Junction                                 |
| Bahnhof (Strecke außer Betrieb) | 0,00                                  | North Cambridge MA                                      | North Cambridge MA                                      |
| Abzweig geradeaus und nach rechts (Strecke außer Betrieb) |                                       | nach Arlington                                          | nach Arlington                                          |
| Kreuzung (Strecken außer Betrieb) |                                       | Strecke West Cambridge–Middlesex Junction               | Strecke West Cambridge–Middlesex Junction               |
| Abzweig geradeaus und nach links (Strecke außer Betrieb) |                                       | Verbindung zur Strecke Boston–Fitchburg                 | Verbindung zur Strecke Boston–Fitchburg                 |
| Haltepunkt / Haltestelle (Strecke außer Betrieb) | 2,27                                  | Hill Crossing                                           | Hill Crossing                                           |
| Bahnhof (Strecke außer Betrieb) | 3,57                                  | Belmont MA                                              | Belmont MA                                              |
| Bahnhof (Strecke außer Betrieb) | 5,26                                  | Waverley                                                | Waverley                                                |
| Haltepunkt / Haltestelle (Strecke außer Betrieb) | 6,74                                  | Clematis Brook (früher Blue Hill)                       | Clematis Brook (früher Blue Hill)                       |
| Abzweig geradeaus und von links (Strecke außer Betrieb) |                                       | Verbindung von der Strecke Boston–Fitchburg             | Verbindung von der Strecke Boston–Fitchburg             |
| Kreuzung geradeaus oben (Strecken außer Betrieb) |                                       | Middlesex and Boston Street Railway (Linden Street)     | Middlesex and Boston Street Railway (Linden Street)     |
| Bahnhof (Strecke außer Betrieb) | 9,11                                  | Waltham (North) MA (früher Waltham)                     | Waltham (North) MA (früher Waltham)                     |
| Kreuzung (Strecken außer Betrieb) |                                       | Middlesex and Boston Street Railway (Bacon Street)      | Middlesex and Boston Street Railway (Bacon Street)      |
| Haltepunkt / Haltestelle (Strecke außer Betrieb) | 10,04                                 | Waltham Highlands MA (fr. Hammond St, West Waltham)     | Waltham Highlands MA (fr. Hammond St, West Waltham)     |
| Brücke (Strecke außer Betrieb) |                                       | Interstate 95                                           | Interstate 95                                           |
| Kreuzung geradeaus oben (Strecke geradeaus außer Betrieb) |                                       | Strecke Boston–Fitchburg                                | Strecke Boston–Fitchburg                                |
| Bahnhof (Strecke außer Betrieb) | 14,19                                 | Weston MA                                               | Weston MA                                               |
| Haltepunkt / Haltestelle (Strecke außer Betrieb) | 15,42                                 | Cherry Brook                                            | Cherry Brook                                            |
| Haltepunkt / Haltestelle (Strecke außer Betrieb) | 17,91                                 | Tower Hill                                              | Tower Hill                                              |
| Bahnhof (Strecke außer Betrieb) | 19,94                                 | Wayland MA                                              | Wayland MA                                              |
| Brücke über Wasserlauf (Strecke außer Betrieb) |                                       | Sudbury River                                           | Sudbury River                                           |
| Haltepunkt / Haltestelle (Strecke außer Betrieb) | 23,24                                 | East Sudbury MA                                         | East Sudbury MA                                         |
| Bahnhof (Strecke außer Betrieb) | 25,09                                 | South Sudbury MA                                        | South Sudbury MA                                        |
| Kreuzung (Strecken außer Betrieb) |                                       | Strecke Framingham–Lowell                               | Strecke Framingham–Lowell                               |
| Haltepunkt / Haltestelle (Strecke außer Betrieb) | 28,20                                 | Wayside Inn                                             | Wayside Inn                                             |
| Brücke über Wasserlauf (Strecke außer Betrieb) |                                       | Hopbrook                                                | Hopbrook                                                |
| Abzweig geradeaus, nach rechts und von rechts (Strecke außer Betrieb) |                                       | Anschluss Natick Laboratories                           | Anschluss Natick Laboratories                           |
| Haltepunkt / Haltestelle (Strecke außer Betrieb) | 31,75                                 | Ordway (früher Ordways Crossing)                        | Ordway (früher Ordways Crossing)                        |
| Bahnhof (Strecke außer Betrieb) | 34,18                                 | Gleasondale MA (früher Rock Bottom)                     | Gleasondale MA (früher Rock Bottom)                     |
| Kreuzung geradeaus oben (Strecken außer Betrieb) |                                       | Strecke South Acton–Marlborough (Central MA Junction)   | Strecke South Acton–Marlborough (Central MA Junction)   |
| Kreuzung geradeaus oben (Strecken außer Betrieb) |                                       | Concord, Maynard and Hudson Street Railway              | Concord, Maynard and Hudson Street Railway              |
| Brücke über Wasserlauf (Strecke außer Betrieb) |                                       | Assabet River                                           | Assabet River                                           |
| Brücke über Wasserlauf (Strecke außer Betrieb) |                                       | Bruces Pond                                             | Bruces Pond                                             |
| Kreuzung (Strecken außer Betrieb) |                                       | Strecke Thayer–Hudson                                   | Strecke Thayer–Hudson                                   |
| Bahnhof (Strecke außer Betrieb) | 37,95                                 | Hudson MA                                               | Hudson MA                                               |
| Strecke mit Straßenbrücke (Strecke außer Betrieb) |                                       | Interstate 495                                          | Interstate 495                                          |
| Haltepunkt / Haltestelle (Strecke außer Betrieb) | 40,85                                 | South Bolton MA (früher Bolton)                         | South Bolton MA (früher Bolton)                         |
| Bahnhof (Strecke außer Betrieb) | 43,95                                 | Berlin MA                                               | Berlin MA                                               |
| Kreuzung geradeaus oben (Strecke geradeaus außer Betrieb) |                                       | Strecke Framingham–Pratts Junction                      | Strecke Framingham–Pratts Junction                      |
| Kreuzung geradeaus oben (Strecken außer Betrieb) |                                       | Worcester Consolidated Street Railway (West Street)     | Worcester Consolidated Street Railway (West Street)     |
| Verschwenkung nach links und nach rechts (Strecke außer Betrieb) | 45,83                                 | Verlegung 1903 (West Berlin Junction)                   | Verlegung 1903 (West Berlin Junction)                   |
| Tunnel (Strecke außer Betrieb) · Strecke (außer Betrieb) |                                       | Tunnel (ca. 550 m)                                      | Tunnel (ca. 550 m)                                      |
| Brücke über Wasserlauf (Strecke außer Betrieb) · Strecke (außer Betrieb) |                                       | Nashua River                                            | Nashua River                                            |
| Abzweig ehemals geradeaus, ehemals nach rechts und von rechts · Strecke (außer Betrieb) |                                       | von Rochester                                           | von Rochester                                           |
| ehemaliger Haltepunkt / Haltestelle · Strecke (außer Betrieb) | 52,13                                 | Clinton Junction MA                                     | Clinton Junction MA                                     |
| Strecke nach rechts · Strecke (außer Betrieb) |                                       | nach Worcester                                          | nach Worcester                                          |
| Verschwenkung nach rechts (Strecke außer Betrieb) |                                       |                                                         |                                                         |
| Kreuzung (Strecken außer Betrieb) |                                       | Worcester Consolidated Street Railway (Main Street)     | Worcester Consolidated Street Railway (Main Street)     |
| Bahnhof (Strecke außer Betrieb) | ?                                     | South Clinton MA                                        | South Clinton MA                                        |
| Strecke (außer Betrieb) (im Tunnel) |                                       | Trasse durch Wachusett-Stausee überflutet               | Trasse durch Wachusett-Stausee überflutet               |
| Bahnhof (Strecke außer Betrieb) (im Tunnel) | ?                                     | Boylston MA                                             | Boylston MA                                             |
| Haltepunkt / Haltestelle (Strecke außer Betrieb) (im Tunnel) | ?                                     | West Boylston MA                                        | West Boylston MA                                        |
| Kreuzung (Strecken außer Betrieb) (im Tunnel) |                                       | Worcester Consolidated Street Railway (Sterling Street) | Worcester Consolidated Street Railway (Sterling Street) |
| Brücke über Wasserlauf (Strecke außer Betrieb) |                                       | Stillwater River                                        | Stillwater River                                        |
| Kreuzung (Strecke geradeaus außer Betrieb) |                                       | Strecke Worcester–Rochester                             | Strecke Worcester–Rochester                             |
| Abzweig geradeaus, von links und von rechts (Strecke außer Betrieb) |                                       | Verbindungen nach Rochester und Worcester               | Verbindungen nach Rochester und Worcester               |
| Bahnhof (Strecke außer Betrieb) | 57,12                                 | Oakdale MA                                              | Oakdale MA                                              |
| Brücke über Wasserlauf (Strecke außer Betrieb) |                                       | Quinapoxet River (2×)                                   | Quinapoxet River (2×)                                   |
| Bahnhof (Strecke außer Betrieb) | 65,85                                 | Quinapoxet MA (früher Holden)                           | Quinapoxet MA (früher Holden)                           |
| Kreuzung (Strecke geradeaus außer Betrieb) |                                       | Strecke Barber–Winchendon (Holden Junction)             | Strecke Barber–Winchendon (Holden Junction)             |
| Bahnhof (Strecke außer Betrieb) | 68,09                                 | Jefferson MA                                            | Jefferson MA                                            |
| Haltepunkt / Haltestelle (Strecke außer Betrieb) | 73,37                                 | Muschopauge                                             | Muschopauge                                             |
| Bahnhof (Strecke außer Betrieb) | 77,60                                 | Rutland MA                                              | Rutland MA                                              |
| Haltepunkt / Haltestelle (Strecke außer Betrieb) | 80,81                                 | West Rutland MA                                         | West Rutland MA                                         |
| Bahnhof (Strecke außer Betrieb) | 86,73                                 | Coldbrook                                               | Coldbrook                                               |
| Abzweig geradeaus und von rechts (Strecke außer Betrieb) |                                       | von Winchendon                                          | von Winchendon                                          |
| Bahnhof (Strecke außer Betrieb) | ca. 90                                | Barre MA                                                | Barre MA                                                |
| Abzweig geradeaus und nach rechts (Strecke außer Betrieb) |                                       | nach Palmer                                             | nach Palmer                                             |
| Bahnhof (Strecke außer Betrieb) | 92,34                                 | Barre Plains MA                                         | Barre Plains MA                                         |
| Brücke über Wasserlauf (Strecke außer Betrieb) |                                       | Ware River                                              | Ware River                                              |
| Bahnhof (Strecke außer Betrieb) | 96,19                                 | Wheelwright MA (früher Hardwick)                        | Wheelwright MA (früher Hardwick)                        |
| Brücke über Wasserlauf (Strecke außer Betrieb) |                                       | Ware River                                              | Ware River                                              |
| Haltepunkt / Haltestelle (Strecke außer Betrieb) | 97,67                                 | New Braintree MA                                        | New Braintree MA                                        |
| Brücke über Wasserlauf (Strecke außer Betrieb) |                                       | Ware River                                              | Ware River                                              |
| Dienststation / Betriebs- oder Güterbahnhof (Strecke außer Betrieb) |                                       | Creamery Junction                                       | Creamery Junction                                       |
| Abzweig geradeaus und nach rechts (Strecke außer Betrieb) |                                       | Verbindung nach Palmer                                  | Verbindung nach Palmer                                  |
| Kreuzung (Strecke geradeaus außer Betrieb) |                                       | Strecke Palmer–Winchendon                               | Strecke Palmer–Winchendon                               |
| Bahnhof (Strecke außer Betrieb) | 103,77                                | Gilbertville MA                                         | Gilbertville MA                                         |
| Brücke über Wasserlauf (Strecke außer Betrieb) |                                       | Ware River                                              | Ware River                                              |
| Abzweig ehemals geradeaus und von links |                                       | von Winchendon                                          | von Winchendon                                          |
| Dienststation / Betriebs- oder Güterbahnhof | 110,77                                | Ware MA                                                 | Ware MA                                                 |
| Abzweig geradeaus und nach links |                                       | nach Palmer                                             | nach Palmer                                             |
| Kreuzung geradeaus oben (Querstrecke außer Betrieb) |                                       | Straßenbahn Springfield (East Street)                   | Straßenbahn Springfield (East Street)                   |
| Betriebs-/Güterbahnhof Strecke ab hier außer Betrieb |                                       | Anschluss Papierfabrik                                  | Anschluss Papierfabrik                                  |
| Brücke über Wasserlauf (Strecke außer Betrieb) |                                       | Ware River                                              | Ware River                                              |
| Kreuzung geradeaus oben (Strecken außer Betrieb) |                                       | Straßenbahn Springfield (Palmer Road)                   | Straßenbahn Springfield (Palmer Road)                   |
| Abzweig ehemals geradeaus und von links |                                       | Verbindung von Winchendon                               | Verbindung von Winchendon                               |
| Dienststation / Betriebs- oder Güterbahnhof |                                       | Gibbs (Trasse dient als Abstellanlage)                  | Gibbs (Trasse dient als Abstellanlage)                  |
| Abzweig ehemals geradeaus und nach links |                                       | Verbindung nach Palmer                                  | Verbindung nach Palmer                                  |
| Brücke über Wasserlauf (Strecke außer Betrieb) |                                       | Ware River                                              | Ware River                                              |
| Strecke von links (außer Betrieb) · Abzweig geradeaus und nach rechts (Strecke außer Betrieb) |                                       | Hampden Junction                                        | Hampden Junction                                        |
| Strecke nach links (außer Betrieb) · Kreuzung geradeaus unten (Strecken außer Betrieb) |                                       | nach Athol Junction                                     | nach Athol Junction                                     |
| Bahnhof (Strecke außer Betrieb) | 123,11                                | Bondsville MA                                           | Bondsville MA                                           |
| Brücke über Wasserlauf (Strecke außer Betrieb) |                                       | Swift River                                             | Swift River                                             |
| Kreuzung geradeaus oben (Strecken außer Betrieb) |                                       | Strecke Athol–Athol Junction                            | Strecke Athol–Athol Junction                            |
| Abzweig geradeaus und nach links (Strecke außer Betrieb) | ca. 129                               | Verbindung nach Brattleboro (Canal Junction)            | Verbindung nach Brattleboro (Canal Junction)            |
| Abzweig ehemals geradeaus und von links |                                       | von New London                                          | von New London                                          |
| Dienststation / Betriebs- oder Güterbahnhof | 131,68                                | Belchertown MA (früher Bondsville)                      | Belchertown MA (früher Bondsville)                      |
| Abzweig ehemals geradeaus und nach rechts |                                       | nach Brattleboro                                        | nach Brattleboro                                        |
| Kreuzung (Strecke geradeaus außer Betrieb) |                                       | Industrieanschlussgleis                                 | Industrieanschlussgleis                                 |
| Haltepunkt / Haltestelle (Strecke außer Betrieb) | 139,03                                | Pansy Park (früher Dwight)                              | Pansy Park (früher Dwight)                              |
| Abzweig geradeaus und von rechts (Strecke außer Betrieb) |                                       | Verbindung von New London                               | Verbindung von New London                               |
| Bahnhof (Strecke außer Betrieb) | 144,41                                | Norwottuck (früher South Amherst)                       | Norwottuck (früher South Amherst)                       |
| Bahnhof (Strecke außer Betrieb) | 146,80                                | Amherst MA                                              | Amherst MA                                              |
| Kreuzung geradeaus unten (Strecken außer Betrieb) |                                       | Holyoke Street Railway (South Pleasant Street)          | Holyoke Street Railway (South Pleasant Street)          |
| Haltepunkt / Haltestelle (Strecke außer Betrieb) | 151,68                                | East Hadley MA                                          | East Hadley MA                                          |
| Kreuzung geradeaus oben (Strecken außer Betrieb) |                                       | Holyoke Street Railway (Russell Street)                 | Holyoke Street Railway (Russell Street)                 |
| Bahnhof (Strecke außer Betrieb) | 153,74                                | Hadley MA                                               | Hadley MA                                               |
| Brücke über Wasserlauf (Strecke außer Betrieb) |                                       | Connecticut River (2 Brücken, Flussinsel)               | Connecticut River (2 Brücken, Flussinsel)               |
| Strecke mit Straßenbrücke (Strecke außer Betrieb) |                                       | Interstate 91                                           | Interstate 91                                           |
| Abzweig ehemals geradeaus und von rechts |                                       | von East Northfield                                     | von East Northfield                                     |
| Abzweig geradeaus und ehemals von rechts |                                       | von Shelburne Junction                                  | von Shelburne Junction                                  |
| ehemaliger Bahnhof | 158,62                                | Northampton MA Union Station                            | Northampton MA Union Station                            |
| Kreuzung geradeaus oben (Querstrecke außer Betrieb) |                                       | Straßenbahn Northampton (Bridge Street)                 | Straßenbahn Northampton (Bridge Street)                 |
| Abzweig geradeaus und ehemals nach rechts |                                       | nach New Haven                                          | nach New Haven                                          |
| Strecke |                                       | nach Springfield                                        | nach Springfield                                        |

Die Bahnstrecke North Cambridge–Northampton ist eine Eisenbahnstrecke in Massachusetts (Vereinigte Staaten). Sie ist 158,62 Kilometer lang und verbindet unter anderem die Städte Cambridge, Waltham, Wayland, Sudbury, Hudson, Holden, Palmer, Amherst und Northampton. Die normalspurige Strecke ist stillgelegt.

## Geschichte

### Vorgeschichte und Planung
Die Städte Wayland und Sudbury waren bis in die 1860er Jahre noch ohne Anbindung an das Schienennetz geblieben. Um dies zu ändern, erhielt am 21. Februar 1868 die Wayland and Sudbury Branch Railroad Company eine Konzession zum Bau einer Bahnstrecke von Weston an der Hauptstrecke der Fitchburg Railroad über Wayland nach South Sudbury. Die Gesellschaft wurde am 6. März des Jahres formal aufgestellt. Nun wollten Unternehmer aus Barre neben der Fitchburg-Hauptstrecke und der Strecke der Boston and Albany Railroad eine dritte Hauptstrecke von Boston aus in Richtung Westen bauen, teilweise in Konkurrenz zu den beiden anderen, teilweise aber auch, um die zwischen den beiden Hauptstrecken liegenden Ortschaften, wie eben Barre, direkt an Boston anbinden zu können. Am 10. Mai 1869 verkaufte die Bahngesellschaft daher ihre Konzession an die in Barre gegründete Massachusetts Central Railroad, die am 2. September 1869 aufgestellt wurde. Die nun geplante Strecke sollte von Weston über Wayland, Sudbury und Barre nach Northampton führen.

### Bau und erste Betriebsjahre

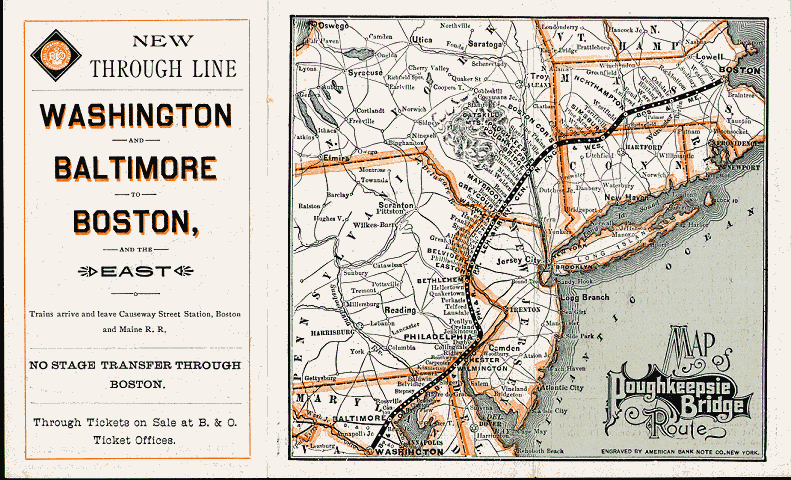
Werbung für die Poughkeepsie-Bridge-Route für durchlaufende Expresszüge von Washington DC nach Boston über Northampton, ca. 1890.

1871 begannen die Bauarbeiten von Weston aus in Richtung Northampton. Sie mussten 1873 aus wirtschaftlichen Gründen eingestellt werden und erst 1878 setzte man den Bau fort. Inzwischen hatte die Boston and Lowell Railroad die Bahnstrecke Somerville Junction–Lake Street gebaut, die durch North Cambridge führte. Um eine Mitbenutzung der Fitchburg-Hauptstrecke zu vermeiden, da man zu dieser in Konkurrenz gehen wollte, wurde eine Verbindung von Weston durch Waltham bis nach North Cambridge gebaut, die im Stadtgebiet von Belmont direkt neben der Fitchburg-Strecke lag. Am 1. Oktober 1881 ging schließlich nach zehn Jahren Bauzeit der erste Abschnitt der Strecke von North Cambridge bis Hudson in Betrieb. 1882 folgte der Abschnitt bis zum Bahnhof Jefferson in der Stadt Holden. Wieder scheiterte der zügige Weiterbau am Geldmangel. Der Betrieb der Strecke brachte zunächst wenig ein und die Bahngesellschaft ging am 4. Mai 1883 in Konkurs und stellte den Betrieb ein. Das Eigentum der Bahngesellschaft wurde am 1. September des Jahres verkauft. Den Zuschlag erhielt die Central Massachusetts Railroad Company, die daraufhin am 10. November formal aufgestellt wurde. Geld für den Betrieb war nicht vorhanden, sodass die Strecke weiterhin ungenutzt war.
Erst am 28. September 1885 eröffnete man den Betrieb bis Hudson und am 14. Dezember des Jahres bis Jefferson wieder. Die Bahngesellschaft führte den Betrieb jedoch nicht selbst, sondern beauftragte die Boston&Lowell damit, die am 7. Dezember 1886 die Strecke pachtete. Gleichzeitig wurde der Weiterbau nun vorangetrieben und im Laufe des Jahres 1887 konnte die Bahn bis Ware verlängert werden. Im Oktober 1887 übernahm die Boston and Maine Railroad die Betriebsführung, nachdem sie die Boston&Lowell ihrerseits gepachtet hatte. Schließlich ging am 19. Dezember 1887 der restliche Abschnitt bis Northampton in Betrieb.
Mit der Fertigstellung der Poughkeepsie Bridge 1889 führte die Boston&Maine zusammen mit anderen Bahngesellschaften einen Expresszugdienst ein, der Poughkeepsie Bridge Route genannt wurde. Die Züge fuhren von Washington, D.C. über Baltimore, Philadelphia, Easton, Poughkeepsie und Simsbury nach Northampton, wo sie auf die Bahnstrecke nach Boston wechselten. Dies war die erste durchgehende Zugverbindung von Washington, Baltimore und Philadelphia nach Boston. Bis dahin musste in New York auf eine Fähre umgestiegen werden, da es noch keine Schienenverbindung zwischen New York City und Jersey City gab. Außerdem fuhren alle anderen Züge aus Richtung Südwesten von Süden her in die Kopfbahnhöfe Bostons ein, wo man zur Weiterfahrt in Richtung New Hampshire, Maine oder Kanada erst mit der Straßenbahn durch das Zentrum von Boston fahren musste. Trotz dieser Vorteile rentierte sich die Verbindung nicht und wurde schon im Mai 1893 eingestellt, als die Philadelphia, Reading and New England Railroad in Konkurs ging. Von diesem Zeitpunkt an hatte die Bahnstrecke North Cambridge–Northampton nur noch regionalen Charakter, zumal 1900 die vormals konkurrierende Fitchburg Railroad ebenfalls von der Boston&Maine übernommen wurde. Am 20. Februar 1902 fusionierte die Central Massachusetts Railroad mit der Boston&Maine.

### Verlegung der Strecke
Als ab 1903 der Wachusett-Stausee gebaut wurde, musste die Strecke verlegt werden, da der Abschnitt von South Clinton bis Oakdale überflutet werden würde. Das Commonwealth of Massachusetts baute daher eine Verbindungsbahn von West Berlin nach Clinton Junction, wo sie an die Bahnstrecke Worcester–Rochester anschloss, die auch durch Oakdale führte und die ebenfalls der Boston&Maine gehörte. Die Verbindungsstrecke wurde am 15. Juni 1903 eröffnet und an die Boston&Maine übergeben, die gleichzeitig die Originalstrecke von West Berlin nach Oakdale stilllegte. Die Züge verkehrten nun nördlich um den Stausee herum und bogen in Oakdale wieder auf die Strecke nach Northampton ab. In Clinton Junction wurde ein Gleisdreieck eingebaut, das auch Züge in das Zentrum von Clinton ermöglichte.

### Niedergang und Stilllegung
1927 wurden alle Personenzüge über die Fitchburg-Hauptstrecke nach Boston geleitet und zwischen North Cambridge und Clematis Brook wurde der Personenverkehr auf der Northampton-Strecke eingestellt. Am 23. April 1932 endete der Personenverkehr zwischen Oakdale und Northampton. Parallele Bahnstrecken konnten das stark gesunkene Beförderungsaufkommen problemlos bewältigen. Nur zwei Züge waren zuletzt am Tag über diesen über 100 Kilometer langen Abschnitt gefahren. Die Personenzüge fuhren nun nach Clinton. Am 1. Juni 1938 endete zwischen Oakdale und Rutland auch der Güterverkehr. Bei der Hochwasserkatastrophe im September 1938 wurde die Trasse bei Barre schwer beschädigt, sodass auch hier der Verkehr eingestellt werden musste. 1939 legte die Boston&Maine daher die Strecke von Oakdale bis Wheelwright still. Ab 1941 befuhren die restlichen Güterzüge zwischen Creamery Junction und Gibbs sowie zwischen Canal Junction und Norwottuck die jeweils direkt daneben liegenden Bahnstrecken Palmer–Winchendon der Boston&Albany bzw. New London–Brattleboro der Central Vermont Railroad, nachdem ein Mitbenutzungsrecht vereinbart und Gleisverbindungen eingebaut wurden, und die parallelen Abschnitte der Central-Massachusetts-Strecke wurden stillgelegt. Lediglich der Anschluss an eine Papierfabrik in Ware blieb erhalten und ist bis heute in Betrieb. Ebenfalls stillgelegt wurde 1952 der Abschnitt Hill Crossing–Clematis Brook, als die Züge über die parallele Fitchburg-Hauptstrecke geführt wurden.
Noch bis 1956 wurde der Verkehr auf der Strecke zum großen Teil mit Dampflokomotiven durchgeführt, während auf fast allen anderen Strecken der Boston&Maine bereits Dieselloks im Einsatz waren. Der Personenverkehr zwischen Hudson und Clinton Junction endete am 11. Mai 1958 und der Abschnitt von Berlin bis Clinton Junction wurde im darauf folgenden Jahr stillgelegt. Die Personenzüge fuhren jedoch nicht mehr in den Bahnhof Hudson an der Strecke nach Northampton, sondern bogen an der Central Massachusetts Junction auf die Strecke in Richtung Marlborough ab und endeten im Bahnhof auf dieser Strecke. Auch zwischen South Sudbury und Hudson fuhren ab dem 15. Januar 1965 keine Personenzüge mehr. Budd Rail Diesel Cars befuhren den verbleibenden Streckenabschnitt noch bis zum 26. November 1971. Der Güterverkehr ging immer weiter zurück und endete 1974 zwischen Bondsville und Gibbs. Auf diesem Abschnitt fuhren 1980 für wenige Wochen Güterzüge der Massachusetts Central Railroad, die seit 1979 die Strecke Palmer–Winchendon betrieb. Die Massachusetts Bay Transportation Authority kaufte 1976 die Strecke von Clematis Brook bis Berlin, überließ aber der Boston&Maine weiterhin den Güterverkehr. Im März 1977 befuhren die letzten Güterzüge den Abschnitt von Hudson nach Berlin, 1979 zwischen North Cambridge und Hill Crossing und zwischen Bondsville und Canal Junction und 1980 zwischen Waltham (North) und Hudson sowie zwischen Norwottuck und Northampton. 1980 wurden alle diese Abschnitte stillgelegt. 1983 folgte das kurze Streckenstück von Creamery Junction bis Wheelwright und 1994 der Abschnitt Clematis Brook–Waltham (North). Inzwischen hatte 1983 die Guilford Transportation die Boston&Maine übernommen und auf den zuletzt stillgelegten kurzen Abschnitten den Güterverkehr betrieben. Der einzige nur wenige hundert Meter lange Streckenabschnitt der ehemals 158 Kilometer langen Bahnstrecke, der noch befahren wird, ist der bereits erwähnte Anschluss an die Papierfabrik in Ware, der von der Massachusetts Central Railroad bedient wird. Im Güterbahnhof Gibbs dient ein Teil der Trasse als Abstellanlage derselben Bahngesellschaft.

## Streckenbeschreibung

### North Cambridge–South Sudbury
Die Strecke beginnt im Bahnhof North Cambridge, wo sie aus der Bahnstrecke Somerville Junction–Lake Street abzweigt, und führt in westliche Richtung. Kurz darauf quert die Trasse die Bahnstrecke West Cambridge–Middlesex Junction. Von hier bis zum früheren Haltepunkt Hill Crossing an der Brighton Street liegt der Radweg Fitchburg Cutoff Bikepath auf der stillgelegten Bahnstrecke. Bis 1979 befuhren die Güterzüge in Richtung Fitchburg bis Hill Crossing die Strecke und wechselten dort über eine Verbindungsweiche auf die Fitchburg-Hauptstrecke. Die Strecke nach Northampton lag hier direkt neben der Fitchburg-Hauptstrecke und verfügte über die gleichen Stationen, nämlich neben Hill Crossing in Belmont, Waverley und Clematis Brook. Die Trasse ist teilweise noch erkennbar, zwischen Belmont und Waverley jedoch überbaut worden. Nach dem Haltepunkt Clematis Brook befand sich ein Verbindungsgleis aus der Fitchburg-Hauptstrecke in Richtung Northampton, das ab 1941 genutzt wurde.
Hier verlässt die Trasse der Northampton-Strecke die der Fitchburg-Hauptstrecke und verläuft weiter westwärts während die Strecke nach Fitchburg nach Südwesten in das Zentrum von Waltham abbiegt. Der Bahnhof Waltham an der Northampton-Strecke lag nördlich des Stadtzentrums an der Lexington Street und wurde nach der Übernahme der Fitchburg durch die Boston&Maine 1900 in Waltham (North) umbenannt, um eine Verwechslung zu vermeiden. Nahe der Stadtgrenze zwischen Waltham und Weston überquert die Strecke zunächst die Interstate 95 und dann die Fitchburg-Hauptstrecke über Brücken, die beide noch vorhanden sind. Von der Autobahnbrücke bis kurz vor East Sudbury wurde eine Hochspannungsleitung an der Bahntrasse verlegt. Auch die Bahngleise liegen in diesem Bereich noch, lediglich an den Bahnübergängen wurden sie entfernt. Das 1881 errichtete Bahnhofsgebäude von Wayland steht nahe der Hudson Road und ist als National Historic Landmark eingetragen. Es wird heute als Werkstatt genutzt. Westlich des Personenbahnhofs befand sich ein Lokschuppen, der bereits 1917 abgerissen wurde.
Die Brücke über den Sudbury River westlich von Wayland ist noch vorhanden. Nach dem Haltepunkt East Sudbury an der Landham Road überquert die Strecke einen kleinen Bach auf einer ebenfalls noch stehenden Brücke und biegt dann in Richtung Nordwesten ab. Entlang der Station Road führte die Strecke bis zum Bahnhof South Sudbury, wo sie die Bahnstrecke Framingham–Lowell etwa rechtwinklig kreuzte. Eine Verbindungskurve bestand aus Richtung Framingham in Richtung Northampton.

### South Sudbury–Clinton Junction
Die Strecke verläuft weiter geradlinig durch dünn besiedeltes Land. Die Brücke über den schmalen Hopbrook ist wie viele Kunstbauten auf dem östlichen Teil der Strecke noch vorhanden. Kurz nach dieser Brücke zweigte mitten im Wald über ein großzügig angelegtes Gleisdreieck ein Anschluss der US Army zu einem früheren Truppenübungsplatz und späteren Testabwurfgelände der Natick Laboratories ab, das seit 2005 ein Naturschutzgebiet (Assabet River National Wildlife Refuge) ist. Die Strecke nach Northampton erreicht im weiteren Verlauf den Stadtteil Gleasondale der Stadt Stow. Nach der Bahnstation Gleasondale überquerte die Strecke die Trasse der ebenfalls stillgelegten Bahnstrecke South Acton–Marlborough sowie eine neben dieser verlaufende Überlandstraßenbahn auf einer Brücke, von der nur noch die Widerlager stehen. Der Kreuzungspunkt wurde Central Massachusetts Junction oder auch Gleason Junction genannt, eine Station gab es hier nicht. Ein Verbindungsgleis ermöglichte Zugfahrten aus Richtung Boston nach Marlborough. Die drei Bahntrassen verliefen von hier bis kurz vor Hudson parallel. Die Northampton-Strecke hatte eine eigene Brücke über den Assabet River, wenige Meter nördlich der Main Street, die nach der Stilllegung abgerissen wurde. Die Überlandstraßenbahn, die hier auf die Main Street einbog, und die Bahnstrecke nach Marlborough benutzten die Straßenbrücke mit. Die Bahnstrecke nach Marlborough überquerte dabei in spitzem Winkel die Main Street und verlief dann südlich weiter, während die Strecke nach Northampton nördlich der Straße weiter in Richtung Westen führte. Etwa einen Kilometer weiter überquert die Strecke den Bruces Pond. Auch diese Brücke ist nicht mehr vorhanden. Unmittelbar darauf ist der Bahnhof Hudson erreicht.
Von Hudson aus führt die Strecke weiter in westlicher Richtung durch South Bolton und Berlin. Die West Street sowie die neben dieser verlaufende Bahnstrecke Framingham–Pratts Junction wurde über eine heute abgerissene Brücke überquert. Unmittelbar danach beginnt die 1903 als Ersatz für den durch den Wachusett-Stausee überfluteten Streckenabschnitt gebaute Strecke nach Clinton Junction. Sie biegt hier in Richtung Norden ab, während die ursprüngliche Strecke sich nach Süden wendet. Die neue Strecke verlief parallel zur West Street und bog etwa in Höhe der West Ledge Road nach Westen ab. Der Höhenzug, auf dessen Rücken heute die Wilson Street liegt, wurde mittels Tunnel unterquert. Unmittelbar an den westlichen Tunnelausgang schloss sich direkt nördlich der Staumauer eine Brücke über die Boylston Street und den Nashua River an. Die Trasse verlief nun am Nordufer des Stausees und bog an dessen Nordspitze in die Bahnstrecke Worcester–Rochester über ein Gleisdreieck ein. Die enge Verbindungskurve in Richtung Rochester wurde bis 1958 von den Personenzügen auf der Strecke genutzt, die ab hier weiter nach Clinton und Lancaster fuhren.

### West Berlin Junction–Ware
Die 1903 stillgelegte ursprüngliche Bahntrasse bog in West Berlin zunächst nach Süden ab und führte über eine großzügige Rechtskurve wieder nach Nordwesten, wo sich an der Main Street der Haltepunkt South Clinton befand. Ab hier ist die Trasse überflutet. Sie verlief ursprünglich im Tal des Nashua River in südwestliche Richtung weiter und bog vor West Boylston wieder nach Nordwesten ab. Die Sterling Street überquert heute den See auf einem Damm. Nahe dem östlichen Ufer befand sich bis 1903 der Bahnübergang über diese Straße, die damals noch einige Meter tiefer lag. Etwas weiter nordwestlich tritt die Bahntrasse am Ostufer des Sees wieder zu Tage und verläuft am Ufer des Thomas Basin bis Oakdale. Unmittelbar vor dem Bahnhof Oakdale überquerte die Strecke in einer Kurve den Stillwater River. Der Kreuzungsbahnhof Oakdale, wo zur hier niveaugleich kreuzenden Bahnstrecke Worcester–Rochester Verbindungskurven aus Richtung Northampton sowohl in Richtung Worcester als auch in Richtung Rochester bestanden, liegt noch im Stadtgebiet von West Boylston.
Von Oakdale verläuft die Bahnstrecke weiter in westliche Richtung, biegt dann aber nach Süden ab, und erreicht nach kurzer Zeit Quinapoxet. Die Trasse wird von Oakdale bis zum früheren Bahnübergang über die River Street als Waldweg genutzt. Sie führt in nordwestliche Richtung aus Quinapoxet heraus und biegt kurz darauf wieder nach Südwesten ab, wo sich die niveaugleiche Kreuzung der Bahnstrecke Barber–Winchendon befand. Im weiteren Verlauf ist die Trasse durch eine Wohnsiedlung überbaut worden. Erst ab der Princeton Street, wo sich der Bahnhof Jefferson befand, ist sie wieder vorhanden. Von hier aus verläuft die Strecke weiter bis zum Südende des Muschopauge Pond, wo sich ein Haltepunkt befand. Die Bahnstrecke führt weiter durch Rutland hindurch und ist im Stadtgebiet an mehreren Stellen überbaut. Der Bahnhof Rutland lag an der Maple Avenue.
Die Bahnstrecke verläuft nun westlich durch ein Waldstück und überquert den Whitehall Pond und den Muddy Pond auf einem Damm. Weiter parallel zur Worcester Road erreicht die Trasse das Stadtgebiet von Barre, wo sie auf die Bahnstrecke Palmer–Winchendon traf. Zwischen den Stationen Barre und Barre Plains befand sich ein Verbindungsgleis zwischen den beiden Strecken, die hier direkt nebeneinander verlaufen. Im weiteren Verlauf sind die beiden Bahnstrecken teilweise durch den Ware River getrennt, der mehrfach überquert wird. Ein Abschnitt der Trasse wird heute durch die Airport Road sowie die Landebahn des Tanner-Hiller Airport genutzt. Ein weiteres Verbindungsgleis zur Strecke in Richtung Palmer war am Güterbahnhof Creamery vorhanden, wo die Trassen wieder nebeneinander liegen. Kurz darauf kreuzen sich die Strecken und waren im weiteren Verlauf wieder durch den Ware River getrennt. Erst im Bahnhof Ware trafen sie wieder aufeinander. Im Bahnhofsbereich wird die Trasse der ehemaligen Strecke nach Northampton als Abstellgleis genutzt.

### Ware–Northampton
Südlich des Bahnhofs Ware trennen sich die Trassen der beiden Bahnstrecken wieder. Die Bahnstrecke nach Northampton dient heute als Zufahrt zur Papierfabrik Ware, mit der die Trasse überbaut wurde. Im weiteren Verlauf treffen die beiden Bahnstrecken am Güterbahnhof Gibbs wieder aufeinander, wo ein Teil der ehemaligen Northampton-Trasse als Abstellgleis genutzt wird. Südwestlich des Bahnhofs trennen sich die Bahnstrecken endgültig und die Bahn nach Northampton überquert ein letztes Mal den Ware River. Fast alle Brücken über diesen Fluss sind nach der Stilllegung 1980 nicht abgerissen worden und stehen noch. Nach der Flussquerung steigt die Strecke über das Flusstal an. Kurz vor der State Street befindet sich der Abzweig der Hampden Railroad, deren Trasse kurz darauf unterquert wird. Die Strecke nach Northampton biegt hier in Richtung Nordwesten ab und erreicht kurz darauf den Bahnhof Bondsville.
Nach dem Verlassen des Bahnhofsgeländes überquert die Bahnstrecke den Swift River sowie die an dessen Nordufer verlaufende Bahnstrecke Athol–Athol Junction über eine hohe Brücke, die nach der Stilllegung der Strecke abgerissen wurde. Etwa sechs Kilometer weiter erreicht die Trasse bei Canal Junction die Bahnstrecke New London–Brattleboro, neben der sie bis Norwottuck verläuft. Die beiden Strecken kreuzen sich im Bahnhof Belchertown. Fast auf dem ganzen Streckenabschnitt von Canal Junction bis Norwottuck liegen die beiden Trassen unmittelbar nebeneinander. Lediglich nördlich des Arcadia Lake trennen sie sich für einige hundert Meter. Während die Strecke nach Northampton am Nordufer des Lake Holland entlangführt, verläuft die noch heute befahrene Bahn nach Brattleboro in einem Bogen nördlich des Sees.
Ab der Warren Wright Road liegt auf der gesamten restlichen Trasse der Strecke nach Northampton heute ein Radweg, der Norwottuck Rail Trail. Kurz vor dem Bahnhof Norwottuck befand sich ein weiteres Verbindungsgleis zwischen den beiden Bahnstrecken, die sich hier trennen. Die Strecke nach Northampton führt weiter in nordwestliche Richtung bis zum Bahnhof Amherst an der Depot Road, während die Strecke nach Brattleboro weiter nordwärts in das Stadtzentrum von Amherst verläuft, wo sie einen eigenen Bahnhof hat. In Amherst biegt die Trasse nach Südwesten ab und führt durch Hadley. Die Brücke über die Russell Street in Hadley ist abgerissen, der Radweg überquert die Straße hier niveaugleich. Die Strecke überquert im weiteren Verlauf den Connecticut River. Die Brücke ist noch vorhanden und trägt den Radweg. Kurz darauf mündet die Trasse in die der Bahnstrecke Springfield–East Northfield ein und etwa 500 Meter weiter ist der Endbahnhof Northampton Union Station erreicht. Der Bahnhof selbst ist abgerissen, da hier kein Personenverkehr mehr stattfindet.

## Personenverkehr
Ende 1892 fuhren über die Strecke neben dem täglichen Expresszug nach Washington D.C. an Werktagen drei und an Sonntagen ein Personenzugpaar über die gesamte Strecke. Von Boston aus fuhren vier zusätzliche Vorortzüge nach Hudson sowie drei Züge nach Wayland. Von Northampton aus fuhr ein Vorortzug nach Ware sowie drei nach Amherst. Diese Vorortzüge verkehrten nur werktags. Nach der Verlegung der Strecke am Wachusett-Stausee fuhren die bisher in Hudson endenden Züge weiter bis Clinton, teilweise bis Lancaster. Nachdem eine Überlandstraßenbahn zwischen Northampton und Amherst eröffnet worden war, wurden die Vorortzüge auf dieser Relation eingestellt, lediglich das Zugpaar von Northampton nach Ware verblieb noch bis zum Ersten Weltkrieg im Fahrplan.
Nach der Einstellung des Personenverkehrs westlich von Clinton verkehrten 1932 an Werktagen noch zwei Zugpaare über Berlin nach Lancaster, zwei nach Clinton, eines über Gleasondale nach Marlborough und ein Sonntagszug nach Lancaster. 1960 verkehrte nur noch montags bis freitags früh ein Zug von Hudson nach Boston und nachmittags ein Zug in die Gegenrichtung. 1971 endete der Personenverkehr auf der Strecke.